# Harry van Ommeren
Harry Johan van Ommeren (Paramaribo, 8 oktober 1876 – 31 oktober 1923) was een Surinaams journalist en politicus.
Hij werd geboren als zoon van Benjamin van Ommeren (ambtenaar) en Margaretha Johanna Christina Barlin. Omdat zijn moeder hem na zijn geboorte geen borstvoeding kon geven en hij geen koemelk kon opnemen werd hij gezoogd door een min. Hij werd gedoopt in de Evangelische Lutherse Kerk, maar in zijn latere leven werd hij atheïst of religieus socialist.
Hij werd onder andere door J.E. Muller opgeleid in de landmeetkunde en slaagde in 1895 voor het examen om landmeter te kunnen worden. Het werk als landmeter viel hem zwaar. Hij was niet zo sterk van constitutie. Van Eyck vermeldde dat zijn eerste meting in binnenland hem bijna het leven kostte.  Na enige tijd als zodanig te hebben gewerkt koos hij voor de journalistiek. Aanvankelijk schreef hij recensies over boeken, toneel en kunst. Hij schreef onder andere een aantal jaren de Vraagbaak voor de Surinaamsche almanak. In 1904 volgde hij D.S.G. Morpurgo op als redacteur van de krant Suriname waarvan Van Ommeren ook de eigenaar zou worden. P.A. May volgde hem in 1919 op als redacteur.
Nadat het Statenlid A. van 't Hoogerhuys in 1909 was opgestapt werd Van Ommeren bij tussentijdse verkiezingen verkozen tot lid van de Koloniale Staten. Hij stapte in 1914 zelf op maar na tussentijdse verkiezingen in 1915 keerde hij terug als Statenlid. Hij zou die functie blijven vervullen tot hij in 1923 op 47-jarige leeftijd overleed.